# Kičevo
Kičevo  (in macedone Кичево?, in albanese Kërçovë), è un comune macedone della Repubblica di Macedonia di 48 000 abitanti (dati 2010). La sede comunale è nella località omonima.

## Geografia fisica
Confina a nord con Zajas, a nord-est con Oslomej, a sud-est con Vraneštica e a sud-ovest con Drugovo

## Storia
Nel 1996 Zajas ed altri villaggi diventarono comuni a parte, ma poi vennero tutti riuniti al quello di Kičevo nel 2013.

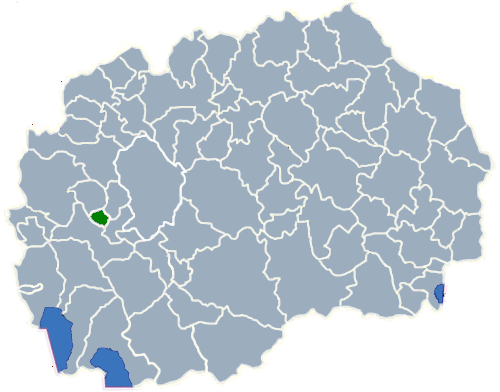
Il comune di Kičevo tra il 1996 ed il 2013

## Società

### Evoluzione demografica
Secondo i dati del censimento del 2002 il comune ha una popolazione di 27 067 abitanti così divisi dal punto di vista etnico:
- Albanesi = 15 031
- Macedoni = 7 641
- Turchi = 2 406

## Località
Il comune è formato dall'insieme delle seguenti località: Con il nuovo Sindaco eletto nel 23 Marzo 2013, Fatmir Dehari
- Kičevo (sede comunale)
- Zajas
- Knežino
- Lazarovci
- Mamudovci
- Osoj
- Raštani
- Trapčin Dol
- Srbjani
- Celopeci
- Lisicani

## Sport

### Calcio
La squadra principale della città è il Napredok Kičevo.